# Hemisphaerius pulcherrimus
Hemisphaerius pulcherrimus är en insektsart som beskrevs av Stsl 1863. Hemisphaerius pulcherrimus ingår i släktet Hemisphaerius och familjen sköldstritar. Inga underarter finns listade i Catalogue of Life.